# مرسدس-بنز کلاس-سی‌ال‌اس (دبلیو۲۱۸)
مرسدس-بنز کلاس-سی‌ال‌اس دبلیو۲۱۸ (به انگلیسی: W218 Mercedes-Benz CLS) دومین نسل از سدان فست‌بک و چهار در کلاس-سی‌ال‌اس است که از سال ۲۰۱۰ تا ۲۰۱۸ تولید شده‌است.
مدل‌های مختلف دبلیو۲۱۸ به‌شرح زیر هستند:
- فست‌بک چهار در (سی۲۱۸)
- شوتینگ بریک پنج در (ایکس۲۱۸)

برخلاف نسل قبل، همهٔ مدل‌های سی۲۱۸/ایکس۲۱۸ از جمله سی‌ال‌اس۶۳ آام‌گ را می‌شد با قابلیت ۴ماتیک سفارش داد. مرسدس همچنین در این نسل برای نخستین بار نسخهٔ شوتینگ بریک سی‌ال‌اس را عرضه کرد.
اتاق دبلیو۲۱۸ در حال حاضر تولید نمی‌گردد و اتاق سی۲۵۷ در سال ۲۰۱۸ جانشین آن شد.

## شکل بدنه

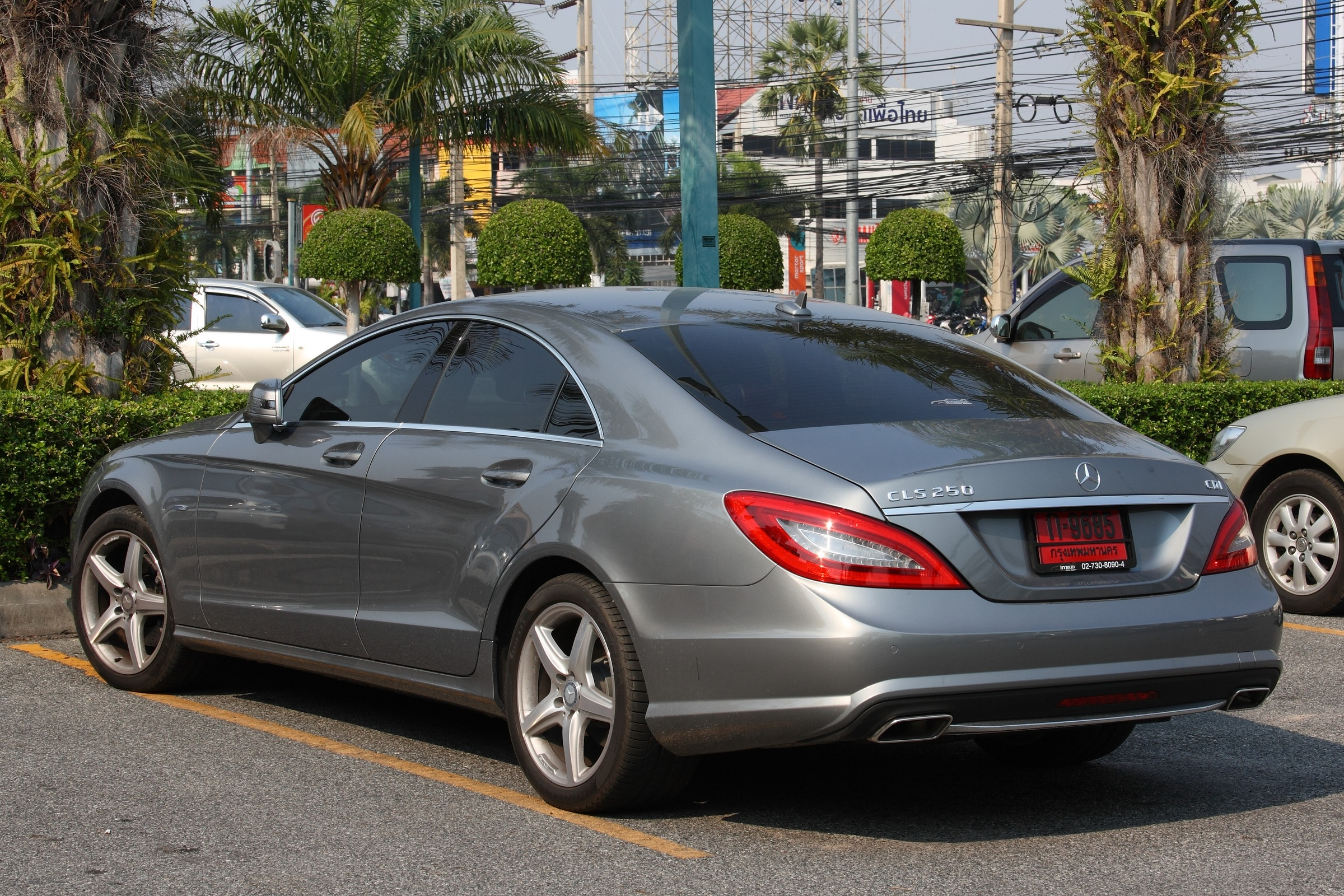
سی۲۵۰ فست‌بک
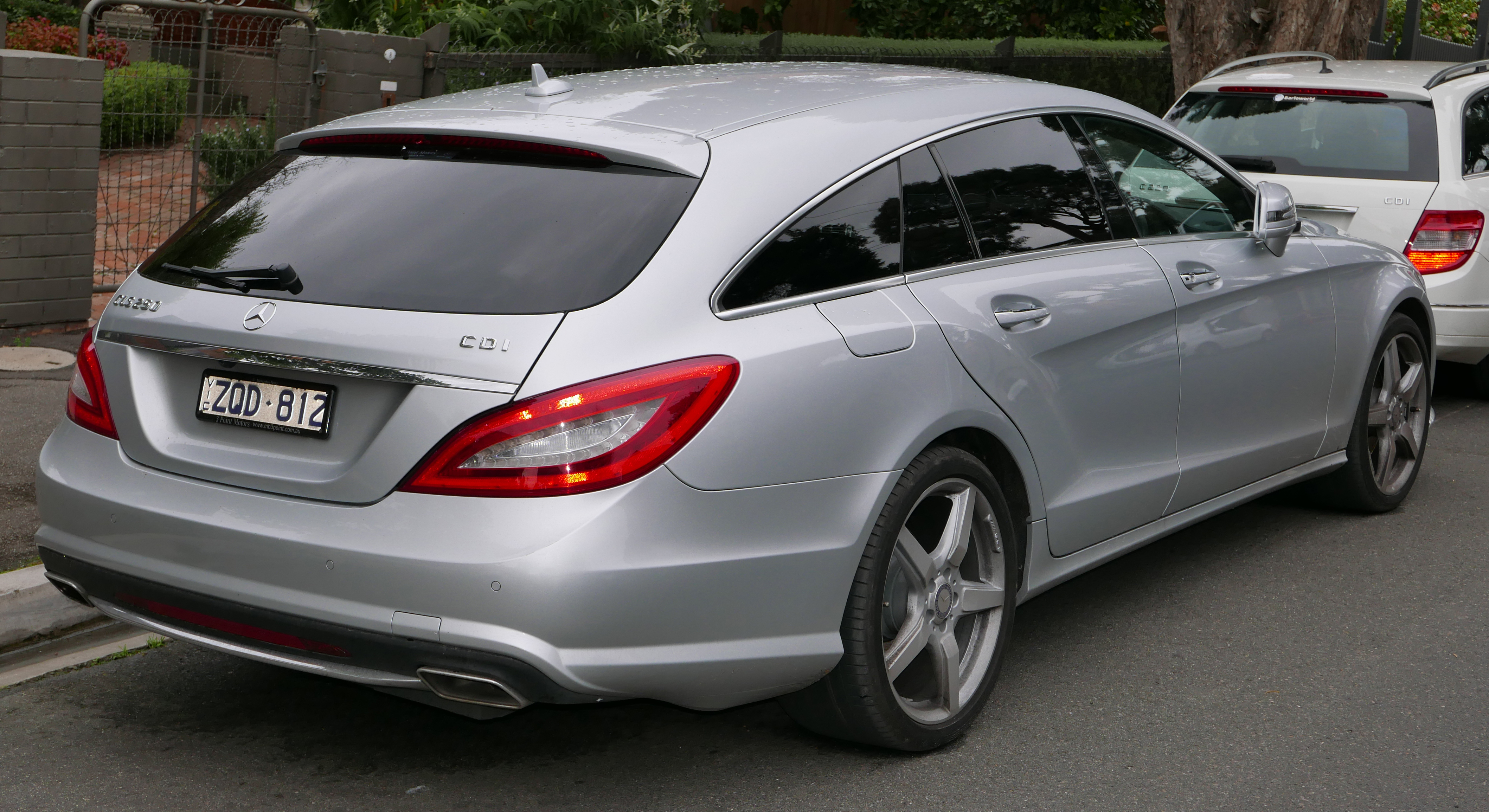
ایکس۲۱۸ شوتینگ بریک

### فست‌بک (سی۲۱۸)
مدل فست‌بک این خودرو در ژانویه ۲۰۱۱ و مدل ۴ماتیک آن نیز در سپتامبر همان سال به بازار عرضه شد.

### شوتینگ بریک (ایکس۲۱۸)
سی‌ال‌اس شوتینگ بریک در ژوئن ۲۰۱۲ معرفی شد، این خودرو نسخهٔ شوتینگ بریک سی‌ال‌اس است. مرسدس بنز پیشتر از مدل مفهومی این خودرو در نمایشگاه خودرو پکن ۲۰۱۰ رونمایی کرده بود. نسخهٔ شوتینگ بریک در اکتبر سال ۲۰۱۲ و در کنار مدل فست‌بک و علاوه بر نسخهٔ عادی در نسخه‌های تمام چرخ محرک و آام‌گ نیز عرضه شد. نسخهٔ شوتینگ بریک در بازار ایالات متحده عرضه نشد.

## آمار فروش
مدل‌های سی‌ال‌اس فست‌بک و شوتینگ بریک به مانند نسل قبلی خود در شهر زیندلفینگن کشور آلمان مونتاژ می‌شوند.
این نمودار فقط نمونه‌های به فروش رفته در اروپا را نشان می‌دهد:
| سال    | مجموع فروش |
| ------ | ---------- |
| ۲۰۱۱   | ۱۷٬۴۱۴     |
| ۲۰۱۲   | ۱۲٬۷۹۷     |
| ۲۰۱۳   | ۱۵٬۱۳۹     |
| ۲۰۱۴   | ۱۰٬۲۸۹     |
| ۲۰۱۵   | ۱۲٬۶۰۰     |
| ۲۰۱۶   | ۷٬۸۰۳      |
| ۲۰۱۷   | ۵٬۱۱۶      |
| مجموع: | ۸۱٬۱۵۸     |

## جوایز
- جایزهٔ «فرمان طلایی» اتو بیلد در سال ۲۰۱۰[۱۲]
- جایزهٔ «بهترین خودروی سال» اتو زیتونگ در سال ۲۰۱۰ (بخش لوکس)[۱۳]
- جایزهٔ «اتونیس» اتو موتور اند اسپورت در سال ۲۰۱۱[۱۴]
- جایزهٔ «بهترین از بهترین» مسابقهٔ برند خودرو در سال ۲۰۱۱ (بخش خارجی)[۱۵]
- جایزهٔ «بهترین طراحی» اتو زیتونگ در سال ۲۰۱۳ (برای سی‌ال‌اس شوتینگ بریک)[۱۶]
- جایزهٔ «خودروی لوکس سال» cars.com در سال ۲۰۱۶[۱۷]